# 埃德利茨
埃德利茨是奥地利下奥地利州诺因基兴县的一个市镇。总面积14.23平方公里，总人口895人，人口密度62.9人/平方公里（2012年）。